# Styrian Bears 2013
Questa voce raccoglie le informazioni riguardanti gli Styrian Bears nelle competizioni ufficiali della stagione 2013.

## Austrian Football Division 2 2013

### Stagione regolare
| 6 aprile 2013 1ª giornata | Styrian Bears | 28 – 30 | Schwaz Hammers |  |

| 13 aprile 2013 2ª giornata | Amstetten Thunder | 42 – 34 (27-7 8-8 7-6 0-13) | Styrian Bears |  |

| 27 aprile 2013 4ª giornata | Traun Steelsharks | 25 – 15 (0-0 12-7 0-0 13-8) | Styrian Bears |  |

| 4 maggio 2013 5ª giornata | Styrian Bears | 7 – 28 (0-14 7-7 0-0 0-7) | Sankt Pölten Invaders |  |

| 11 maggio 2013 6ª giornata | Styrian Bears | 50 – 47 (10-6 7-20 19-8 14-13) | Red Lions Hall |  |

| 1º giugno 2013 8ª giornata | Styrian Bears | 12 – 33 (0-0 6-14 0-12 6-7) | Traun Steelsharks |  |

| 8 giugno 2013 9ª giornata | Sankt Pölten Invaders | 33 – 13 (15-3 12-7 6-3 0-0) | Styrian Bears |  |

| 16 giugno 2013 10ª giornata | Red Lions Hall | 16 – 14 | Styrian Bears |  |

### Statistiche di squadra
| Competizione      | %Vittorie | In casa | In casa | In casa | In casa | In casa | In casa | In trasferta | In trasferta | In trasferta | In trasferta | In trasferta | In trasferta | Totale | Totale | Totale | Totale | Totale | Totale |
| Competizione      | %Vittorie | G       | V       | N       | P       | Pf      | Ps      | G            | V            | N            | P            | Pf           | Ps           | G      | V      | N      | P      | Pf     | Ps     |
| ----------------- | --------- | ------- | ------- | ------- | ------- | ------- | ------- | ------------ | ------------ | ------------ | ------------ | ------------ | ------------ | ------ | ------ | ------ | ------ | ------ | ------ |
| Stagione regolare | .125      | 4       | 1       | 0       | 3       | 97      | 138     | 4            | 0            | 0            | 4            | 76           | 116          | 8      | 1      | 0      | 7      | 173    | 254    |
| Totale            | .125      | 4       | 1       | 0       | 3       | 97      | 138     | 4            | 0            | 0            | 4            | 76           | 116          | 8      | 1      | 0      | 7      | 173    | 254    |